# 德·维利尔斯·赫拉夫
第二代从男爵德·维利尔斯·赫拉夫爵士（1913年12月8日—1999年10月4日；姓赫拉夫，名德·维利尔斯），又称迪夫·赫拉夫，是一位南非政治家。他的从男爵爵位是在1931年，父亲第一代从男爵戴维·赫拉夫去世后，从父亲那继承而来的。1999年，赫拉夫去世，爵位就继承给了儿子戴维·德·维利尔斯·赫拉夫。赫拉夫是中间派政党統一黨的领袖。该党在1956年至1977年是白人南非议会的正式反对党。

## 早年生活
1931年，赫拉夫的父亲去世，把从男爵爵位继承给了他。该爵位是1841年至1924年英国授予南非的十二个从男爵中的一个。
赫拉夫曾于开普敦大学和牛津大学学习法律。二战期间，他参军服役，得到了一枚勋章。1932年，他为西部省板球队打赢了两场一级板球赛，就此成名。
赫拉夫的弟弟叫做约翰内斯·德·维利尔斯·赫拉夫，是南非著名的福利经济学家。

## 政治生涯
1948年，赫拉夫成为了南非众议院的议员，但是，他所属的統一黨在同一年被向选民们承诺制定法律上的种族隔离制度的右翼国民党赶出了政府。在大选中，統一黨仅能在德·维利尔斯的选区（即霍屯督茨-荷兰选区）获得胜利，尽管如此，赫拉夫还是在1956年为雅各布斯·希德翁·内尔·斯特劳斯接班，成为了統一黨的新领导人。他领导着反对党，对抗三位支持种族隔离的总理：约翰内斯·格哈杜斯·斯揣敦、亨德里克·弗伦施·维沃尔德和巴尔萨泽·约翰内斯·沃斯特。
1960年公投中，赫拉夫领导着南非共和制的反对派。他说，南非作为英联邦成员的地位遭到了威胁，所以成立一个共和国定会令南非被国际孤立。

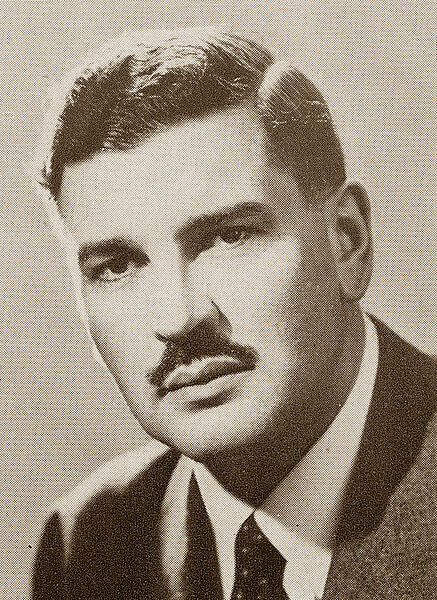
1960年的德·维利尔斯·赫拉夫爵士

1977年統一黨解散，党员们成立了新共和党。赫拉夫短暂地担任了新共和党的领导人，随后就退休了。他领导統一黨期间，統一黨分裂了四次，在大选中败选了五次。

## 遗产
南非M1号高速公路曾是从约翰内斯堡中央商务区南出口到富裕的北部郊区的环状线。为了纪念赫拉夫，这条高速公路被命名为德·维利尔斯·赫拉夫高速公路。